# Iota Herculis
Iota Herculis (85 Herculis) é uma estrela na direção da constelação de Hercules. Possui uma ascensão reta de 17h 39m 27.89s e uma declinação de +46° 00′ 22.8″. Sua magnitude aparente é igual a 3.82. Considerando sua distância de 495 anos-luz em relação à Terra, sua magnitude absoluta é igual a −2.09. Pertence à classe espectral B3V SB. É uma estrela variável β Cephei.